# (21186) 1994 EO6
1994 إي أو 6 (ويعرف أيضًا باسم (21186) 1994 إي أو 6 وفق تسمية الكوكب الصغير) (بالإنجليزية: 1994 EO6)‏ هو كويكب ضمن حزام الكويكبات؛ وترتيبه 21186 من حيث الاكتشاف.
اكتُشف هذا الجُرم الفلكي بواسطة إيريك والتر إلست في 9 مارس 1994.

## وصلات خارجية
- (21186) 1994 EO6 في قاعدة بيانات مختبر الدفع النفاث لأجرام النظام الشمسي الصغيرة

- الاكتشاف · مخطط المدار ·  العناصر المدارية · المعلمات المادية

- (21186) 1994 EO6 على موقع ويكي سكاي: DSS2, SDSS, GALEX, IRAS, Hydrogen α, X-Ray, Astrophoto, Sky Map, Articles and images